# ГЕС Оуен-Фоллс
ГЕС Оуен-Фоллс, також відома як ГЕС Налубале - ГЕС на річці Білий Ніл біля її витоку (оз. Вікторія) в Уганді. Налубале - назва озера Вікторія мовою луганда.

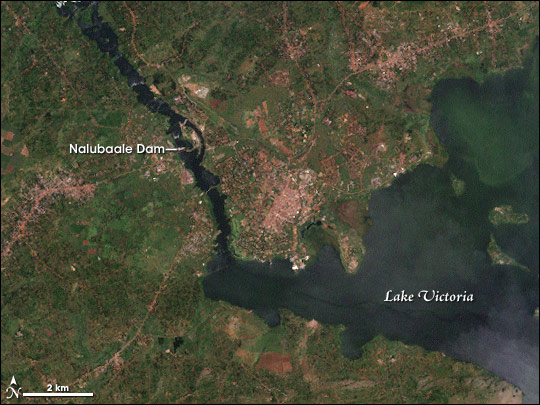
Фото із супутника

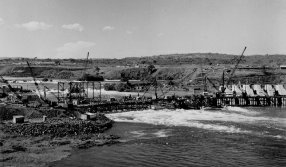
Будівництво греблі на початку 1950-х

У 1947 році англійський інженер Чарльз Редверс Вестлейк в доповіді колоніальному уряду Уганди запропонував побудувати гідростанцію у містечку Оуен-Фолс поблизу міста Джинджа, створивши для цього Раду по електрифікації Уганди (Uganda Electricity Board, UEB) з ним самим на чолі. Гребля була завершена в 1954 році, водосховище поглинуло пороги Ріппон (Ripon Falls), які здавна асоціювалися з місцем витоку Ніла. ГЕС забезпечує електроенергією Уганду і частину сусідньої Кенії. Стан і продуктивність станції значно погіршилися за час правління Іді Аміна.
До будівництва греблі ГЕС рівень води в озері Вікторія контролювався природним скельним виступом у північній частині озера. У разі підйому рівня, вода перетікала через гребінь і потрапляла до Білого Нілу, якщо ж рівень води був занадто низьким, річка пересихала. Після будівництва греблі було укладено спеціальну угоду між Угандою і  Єгиптом, яке гарантувало, що природний плин Нілу не буде змінено.
Потужність ГЕС Оуен-Фолс становить 180 МВт. Спочатку були змонтовані 10 турбін, потужністю 15 МВт кожна. На початку 1980-х років на станції було проведено капітальний ремонт з метою модернізації сильно постраждалої за десятиліття диктатури Аміна греблі. В ході ремонту потужність турбін була збільшена.
У 1993 році було розпочато проект розширення ГЕС Оуен-Фолс, що передбачало будівництво другої електростанції в кілометрі нижче за течією від першої ГЕС. Основні роботи з будівництва дамби були закінчені до 1999 року, перші дві турбіни були запущені в 2000-му. Проект передбачав 5 турбін, ще дві турбіни були змонтовані в 2003 році. Установка п'ятої і останньої турбіни було завершено в січні 2007 року. Кожна турбіна має потужність 42 МВт. Під час офіційної церемонії відкриття в 2003 році споруда отримала назву ГЕС Кіїра. Роботи були виконані компанією Acres International (тепер Hatch Ltd), Канада.
З 2007 по 2012 рік побудована ще одна гідроелектростанція - ГЕС Буджагалі

## Ресурси Інтернету
1. ↑  Wakabi, Michael (2 січня 2007). Uganda: Country to Test-Run Kiira Power Station. The East African. Nairobi. Процитовано 29 січня 2016.

- Nalubaale Dam, Uganda. NASA Earth Observatory newsroom. Архів оригіналу за 23 вересня 2008. Процитовано 27 квітня 2006.